# NGC 4815
NGC 4815 ist ein Offener Sternhaufen im Sternbild Fliege. Er hat eine scheinbare Helligkeit von 8,6 mag und einen Winkeldurchmesser von 5 Bogenminuten.
Der Sternhaufen wurde am 13. März 1834 vom englischen Astronomen John Herschel entdeckt.